# Relació d'Einstein (Teoria cinètica)
A la física (en concret, en la teoria cinètica) la relació d'Einstein (també coneguda com a relació Einstein-Smoluchowski) és una connexió prèviament inesperada revelada de manera independent per Albert Einstein el 1905 i per Marian Smoluchowski el 1906 en els seus treballs sobre el moviment brownià. La forma més general de l'equació és
{\displaystyle D=\mu \,k_{B}T}
On:
- D és la constant de difusió;
- μ és la "mobilitat", o la relació de la velocitat de la partícula terminal a la deriva a una força aplicada μ = vd / F;
- kB és la constant de Boltzmann;
- T és la temperatura absoluta.

Aquesta equació és un exemple primerenc d'una relació de fluctuació- dissipació
.
Dos casos importants d'ús freqüent són:
{\displaystyle D={{\mu _{q}\,k_{B}T} \over {q}}} (Equació de la mobilitat elèctrica, per a la difusió de partícules carregades))
.
{\displaystyle D={\frac {k_{B}T}{6\pi \,\eta \,r}}} ("Equació de Stokes-Einstein", per a la difusió de les partícules esfèriques mitjançant líquid de baix nombre de Reynolds).
on:
- q és la càrrega elèctrica de la partícula
- μq la mobilitat elèctrica de la partícula carregada
- η és la viscositat
- r és el radi de la partícula esfèrica

## Casos especials

### Equació de la mobilitat elèctrica
Per a una partícula amb càrrega elèctrica q, μq és la seva mobilitat elèctrica i està relacionada amb la seva mobilitat generalitzada μ, per l'equació μ = μq / q. El paràmetre μq és la relació de la velocitat de la partícula terminal a la deriva a un camp elèctric aplicat. Per tant, l'equació en el cas d'una partícula carregada es dona com:
{\displaystyle D={\frac {\mu _{q}\,k_{B}T}{q}}}

### Equació Stokes-Einstein
En el límit de baix nombre de Reynolds, la mobilitat μ és la inversa del coeficient d'arrossegament {\displaystyle \zeta }. Una constant d'amortiment {\displaystyle \gamma =\zeta /m}, s'utilitza amb freqüència per al temps de relaxació impuls (temps necessari perquè el moment d'inèrcia a ser insignificant en comparació amb les quantitats de moviment aleatori) de l'objecte difusiu. Per partícules esfèriques de radi r, la llei de Stokes dona:
{\displaystyle \zeta =6\pi \,\eta \,r,}
On {\displaystyle \eta } és la viscositat en el medi. Així, els resultats de la relació Einstein-Smoluchowski a la relació de Stokes-Einstein:
{\displaystyle D={\frac {k_{\mathrm {B} }T}{6\pi \,\eta \,r}}}
En el cas de la difusió rotacional {\displaystyle \zeta _{\mathrm {r} }=8\pi \eta r^{3}} i la fricció és i la constant de difusió rotacional {\displaystyle D_{\mathrm {r} }} és:
{\displaystyle D_{\mathrm {r} }={\frac {k_{\mathrm {B} }T}{8\pi \,\eta \,r^{3}}}}

### Semiconductor
En un semiconductor amb una densitat arbitrària d'estats la relació d'Einstein és
{\displaystyle D={\frac {\mu _{q}\,p}{q{\frac {dp}{d\eta }}}}}
on {\displaystyle \eta } és el potencial químic i p el nombre de partícules.

## Prova de cas general
Aquesta és una prova en una dimensió, però és idèntica a una prova en dues o tres dimensions (només reemplaçar d / dx per {\displaystyle \nabla })
Essencialment la mateixa prova es troba en molts llocs, per exemple, veure Kubo.
Suposem que alguna energia potencial U crea una força sobre la partícula {\displaystyle F=-dU/dx} (per exemple, una força elèctrica). Suposem que la partícula respongui movent-se amb velocitat {\displaystyle v=\mu F}. Ara suposem que hi ha un gran nombre d'aquestes partícules, amb concentració local {\displaystyle \rho (x)} com una funció de la posició. Després d'algun temps, s'assoleix l'equilibri: Les partícules "s'apilen" al voltant de les àrees amb menor U, però encara en gran part s'estenen en certa manera a causa de la difusió aleatòria. En aquest punt, no hi ha flux net de partícules: La tendència de les partícules a aconseguir enredar-se a la baixa U (anomenada "deriva actual") és igual i oposada a la tendència de les partícules a estendre’s a causa de la difusió (anomenada la difusió "actual ").
El flux net de partícules a causa del corrent de deriva és només:
{\displaystyle J_{\mathrm {drift} }(x)=\mu \,F(x)\,\rho (x)=-\rho (x)\mu {\frac {dU}{dx}}}
(És a dir, el nombre de partícules que flueixen més enllà d'un punt és la concentració multiplicada per la velocitat mitjana de partícules.)
El flux net de partícules a causa del corrent de difusió per si sola és, per les lleis de Fick:
{\displaystyle J_{\mathrm {diffusion} }(x)=-D{\frac {d\rho }{dx}}}
(El signe menys significa que el flux de partícules de major concentració baixa).
L'equilibri requereix:
{\displaystyle 0=J_{\mathrm {drift} }+J_{\mathrm {diffusion} }=-\rho (x)\mu {\frac {dU}{dx}}-D{\frac {d\rho }{dx}}}
En l'equilibri, podem aplicar la termodinàmica, en particular, les estadístiques de Boltzmann, per inferir que:
{\displaystyle \rho (x)=Ae^{-U/(k_{B}T)}}
on A és una constant relacionada amb el nombre total de partícules. Per tant, per la regla de la cadena,
{\displaystyle {\frac {d\rho }{dx}}=-{\frac {1}{k_{B}T}}{\frac {dU}{dx}}\rho (x).}
Finalment, relacionem això amb:
{\displaystyle 0=J_{\mathrm {drift} }+J_{\mathrm {diffusion} }=-\rho (x)\mu {\frac {dU}{dx}}+{\frac {D}{k_{B}T}}{\frac {dU}{dx}}\rho (x)=-\rho (x){\frac {dU}{dx}}\left(\mu -{\frac {D}{k_{B}T}}\right)}
Atès que aquesta equació s'ha de mantenir a tot arreu
{\displaystyle \mu ={\frac {D}{k_{B}T}}.}